# 龙头镇 (湛江市)
龙头镇，是中华人民共和国广东省湛江市坡头区下辖的一个乡镇级行政单位。

## 行政区划
龙头镇下辖以下地区：
龙头社区、龙头村、邓屋村、路西村、莫村、上蒙村、上圩村、石窝村、绿水村、山塘村、移民村和泉井村。